# Фукуока (дамба)

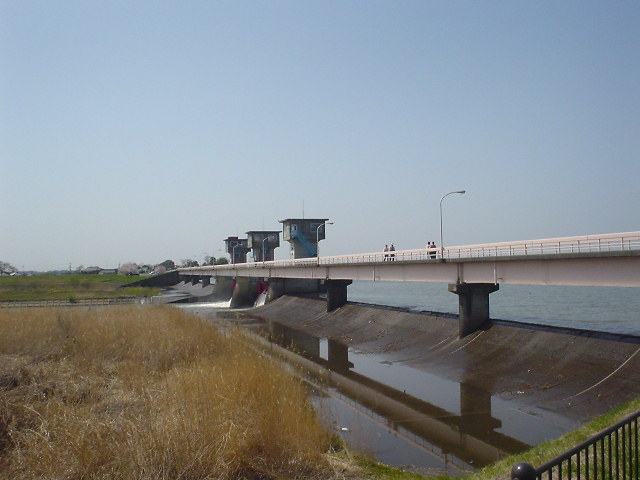
Гребля Фукуока（4 квітня 2004 року

Дамба Фукуока (яп. 福岡堰, фукуока дзекі) — дамба на річці Кокай у японському місті Цукуба-Мірай. Її вважають однією з трьох великих дамб регіону Канто. Також тут розташований Парк сакур дамби Фукуока (яп. 福岡堰さくら公園).

## Історія

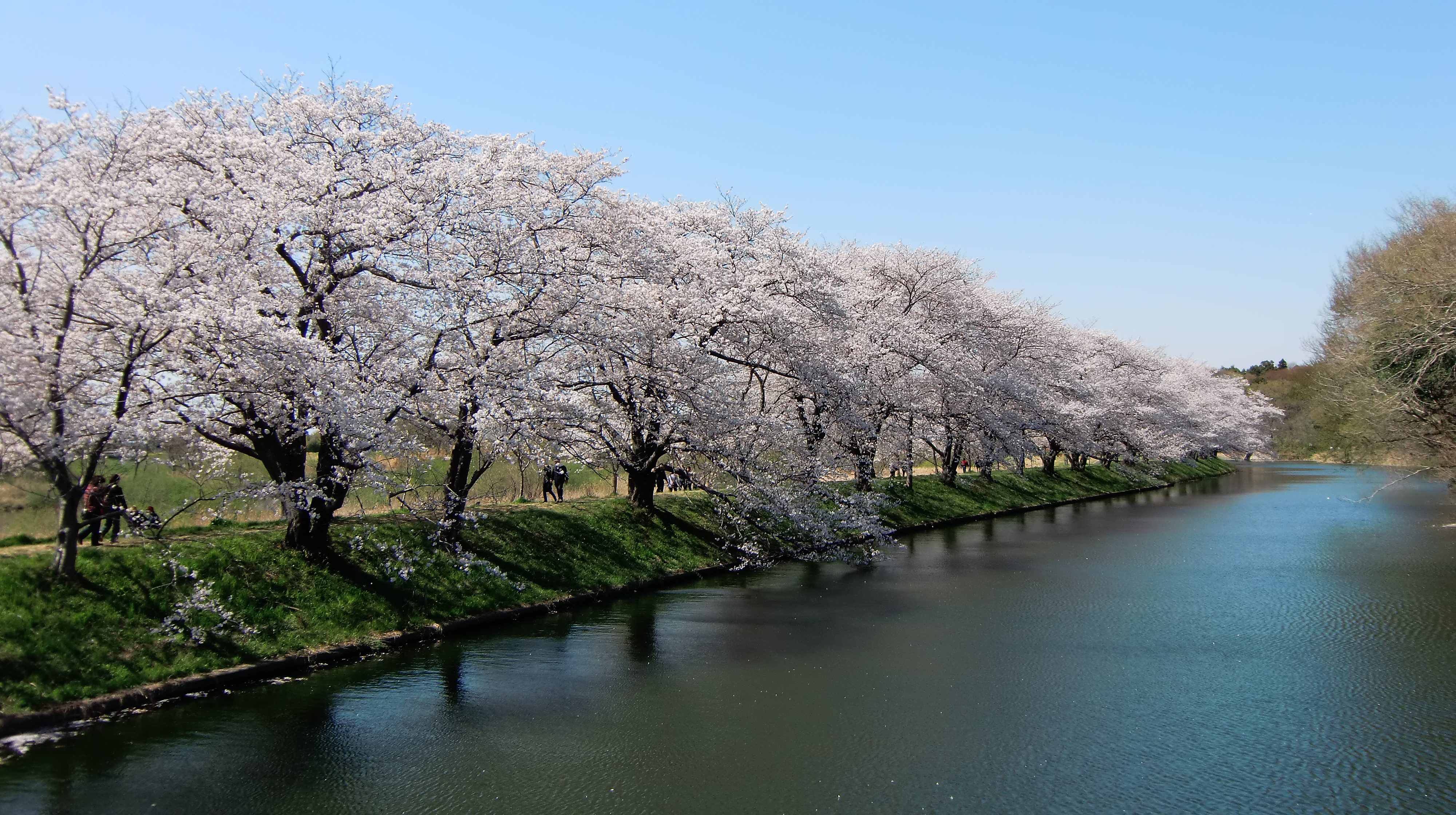
Ряд дерев сакури біля водного каналу

Дамбу побудували 1625 року разом із залученням нових полів, щоб створити запас води для їх іригації. Спочатку вона називалась дамба Ямада-нума (яп. 山田沼堰), а 1722 року дістала свою нинішню назву. 1886 року, через збільшення притоку води річки Кокай і старіння загати, її перебудували з використанням дерева, а 1923 року — залізобетону. Ще раз її перебудували 1971 року. Загальна місткість становить 2 750 000 м3. Як і раніше її воду використовують для живлення рисових полів нижче за течією. Довжина насипу, що відділяє дамбу від річки Кокай становить 1 800 м. На цій ділянці розміщений парк, в якому росте близько 550 дерев сакури. У ньому організовані алеї для прогулянок і майданчики для інших цілей. 2006 року Міністерство сільського, лісового й водного господарств Японії занесло дамбу до списку 100 найбільших водойм Японії.